# Денят Пи
Денят Пи (на английски: Pi Day) е празник, на който се отбелязва математическата константа π (пи). Денят на пи се чества на 14 март (или 3/14 при календарен запис месец/ден), тъй като 3, 1 и 4 са трите най-важни цифри на ирационалното число π в десетичния му вид. През 2009 г. Камарата на представителите на САЩ подкрепя отбелязването на празника.
Денят на приближение до пи (Pi Approximation Day) e на 22 юли, или 22/7 (при календарен запис ден/месец), тъй като дробта 22⁄7 е известно приближение на π.

## История
Денят Пи е предложен от Лари Шоу през 1988 г., който е физик в музея Експлораториум в Сан Франциско. Той използва американския модел за запис на календарната дата – първо месеца и после деня 14 март – 3/14 в 1:59 часа, което съвпада с първите разреди на числото пи π = 3,14159...
На Деня Пи през 2004 г. Даниел Тамет рецитира 22 514 цифри от π.
На 12 март 2009 г. Камарата на представителите на САЩ прокарва временно решение, с което признава 14 март 2009 г. за национален Ден Пи.
Денят Пи се отбелязва в България, Гърция и Турция на 14 март в 3:14 часа сутринта.
На 14 март се пада също така и рождената дата на Алберт Айнщайн и смъртта на Стивън Хокинг.

### Международен ден на математиката
През ноември 2019 година на XL генерална конференция ЮНЕСКО приема предложението на Международния математически съюз (International Mathematical Union (IMU) 14 март да бъде обявен за Международен ден на математиката. Така от 2020 година много страни по света организират празници на математиката за ученици, студенти и обществени представителства. През 2023 година темата е Математика за всеки.